# Fraccionamiento Huertos Agua Azul
Fraccionamiento Huertos Agua Azul är en ort i Mexiko.   Den ligger i kommunen Morelia och delstaten Michoacán de Ocampo, i den södra delen av landet, 230 km väster om huvudstaden Mexico City. Fraccionamiento Huertos Agua Azul ligger 2 039 meter över havet och antalet invånare är 108.
Terrängen runt Fraccionamiento Huertos Agua Azul är varierad. Runt Fraccionamiento Huertos Agua Azul är det tätbefolkat, med 493 invånare per kvadratkilometer. Närmaste större samhälle är Morelia, 14,8 km öster om Fraccionamiento Huertos Agua Azul. I omgivningarna runt Fraccionamiento Huertos Agua Azul växer huvudsakligen savannskog.